# Alexander Hacke
Alexander Hacke (o pseudonimach artystycznych: Alex von Borsig, Alex Hacke, Hacke) urodzony 11 października 1965 w Berlinie Zachodnim, Niemcy  – niemiecki muzyk, znany ze współpracy z zespołami Einstürzende Neubauten, The Birthday Party i Crime and the City Solution. Alex Hacke to artysta muzycznie eksperymentujący, gra na gitarze, gitarze basowej, śpiewa, niekiedy udziela się w chórkach.